# 스티븐 웨버
스티븐 웨버(Steven Weber, 1961년 3월 4일~)는 미국의 배우이다.

## 출연 작품
- 퍼펙션 - 안톤 역